# Campeonato Europeo de Lucha de 1968
El XXI Campeonato Europeo de Lucha se celebró en el año 1968 en dos sedes distintas. Las competiciones de lucha grecorromana en Västerås (Suecia) y las de lucha libre en Skopie (Yugoslavia).

## Resultados

### Lucha grecorromana
| Evento | Oro                       | Plata                    | Bronce                       |
| ------ | ------------------------- | ------------------------ | ---------------------------- |
| 52 kg  | Ivan Kocherguin URSS      | Petar Kirov Bulgaria     | Jussi Vesterinen · Finlandia |
| 57 kg  | Jristo Traikov Bulgaria   | János Varga · Hungría    | Risto Björlin · Finlandia    |
| 63 kg  | Yuri Grigoriev URSS       | Jiří Švec Checoslovaquia | Ilhan Topsakal Turquía       |
| 70 kg  | Vladimir Novojatko URSS   | Matti Poikala · Suecia   | Antal Steer · Hungría        |
| 78 kg  | Sırrı Acar Turquía        | Milan Nenadić Yugoslavia | Vladislav Ivlev URSS         |
| 87 kg  | Omar Bliadze URSS         | Petar Krumov Bulgaria    | Jiří Kormaník Checoslovaquia |
| 97 kg  | Ferenc Kiss · Hungría     | Boyan Radev Bulgaria     | Per Svensson · Suecia        |
| +97 kg | Petr Kment Checoslovaquia | István Kozma · Hungría   | Ragnar Svensson · Suecia     |

### Lucha libre
| Evento | Oro                     | Plata                    | Bronce                      |
| ------ | ----------------------- | ------------------------ | --------------------------- |
| 52 kg  | Bayu Baev Bulgaria      | Paul Neff RFA            | Mehmet Esenceli Turquía     |
| 57 kg  | Ali Aliyev URSS         | Ivan Shavov Bulgaria     | Zbigniew Żedzicki · Polonia |
| 63 kg  | Eniu Todorov Bulgaria   | Petre Coman Rumania      | Jürgen Luczak RDA           |
| 70 kg  | Eniu Valchev Bulgaria   | Yuri Gusov URSS          | Jan Karlsson · Suecia       |
| 78 kg  | Daniel Robin Francia    | Károly Bajkó · Hungría   | Guram Sagaradze URSS        |
| 87 kg  | Andrei Tsjovrebov URSS  | Prodan Gardzhev Bulgaria | Francisc Balla Rumania      |
| 97 kg  | Vladimir Guliutkin URSS | Vasil Todorov Bulgaria   | Ryszard Długosz · Polonia   |
| +97 kg | Alexandr Medved URSS    | Osman Duraliev Bulgaria  | László Nyers · Hungría      |

## Medallero
| Núm. | País           | Oro | Plata | Bronce | Total |
| ---- | -------------- | --- | ----- | ------ | ----- |
| 1    | URSS           | 8   | 1     | 2      | 11    |
| 2    | Bulgaria       | 4   | 7     | 0      | 11    |
| 3    | Hungría        | 1   | 3     | 2      | 6     |
| 4    | Checoslovaquia | 1   | 1     | 1      | 3     |
| 5    | Turquía        | 1   | 0     | 2      | 3     |
| 6    | Francia        | 1   | 0     | 0      | 1     |
| 7    | Suecia         | 0   | 1     | 3      | 4     |
| 8    | Rumania        | 0   | 1     | 1      | 2     |
| 9    | RFA            | 0   | 1     | 0      | 1     |
| 9    | Yugoslavia     | 0   | 1     | 0      | 1     |
| 11   | Finlandia      | 0   | 0     | 2      | 2     |
| 11   | Polonia        | 0   | 0     | 2      | 2     |
| 13   | RDA            | 0   | 0     | 1      | 1     |
|      | TOTAL          | 16  | 16    | 16     | 48    |